# Synagoge (Aschmjany)

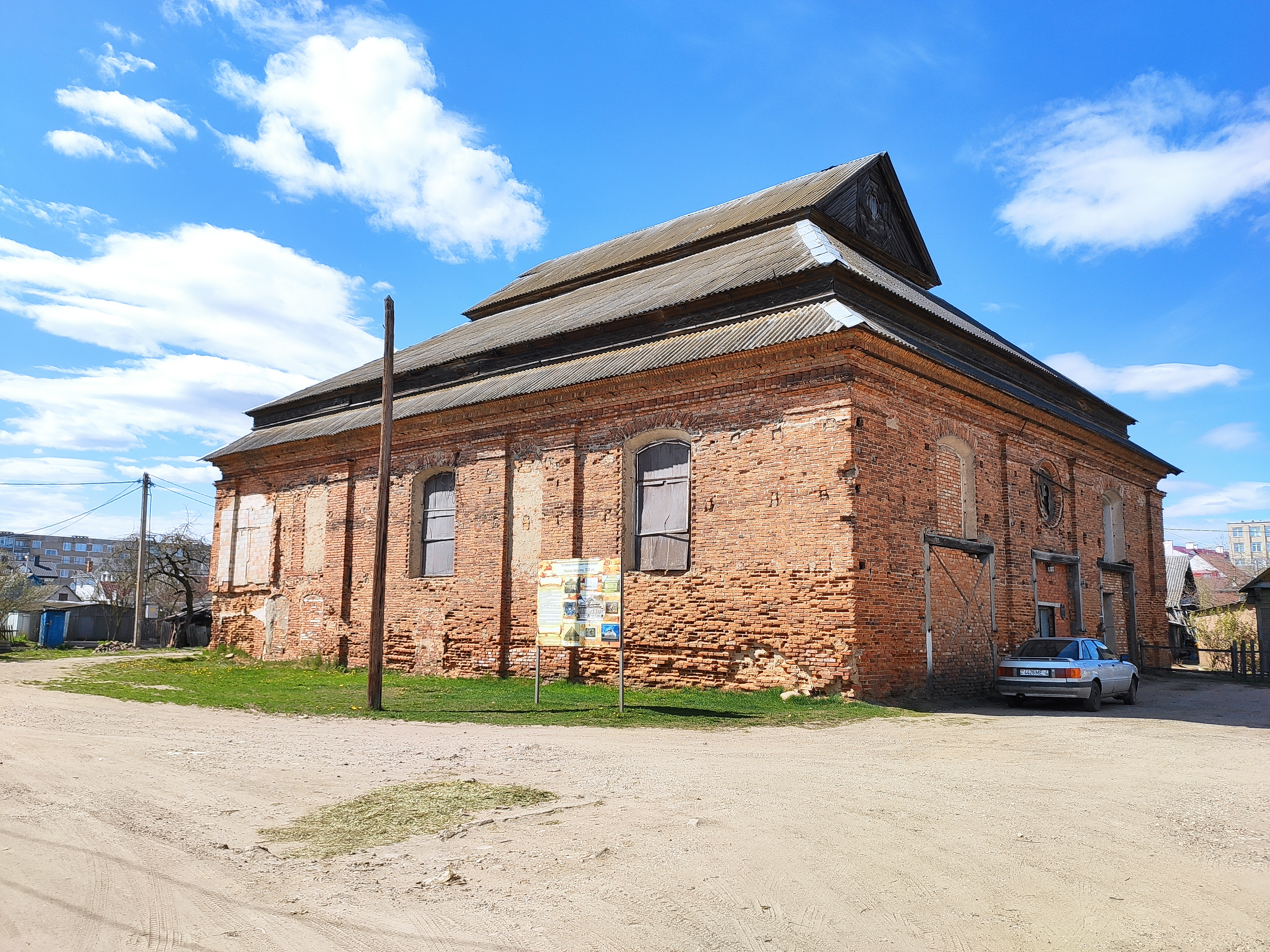
Synagoge in Aschmjany (2020)

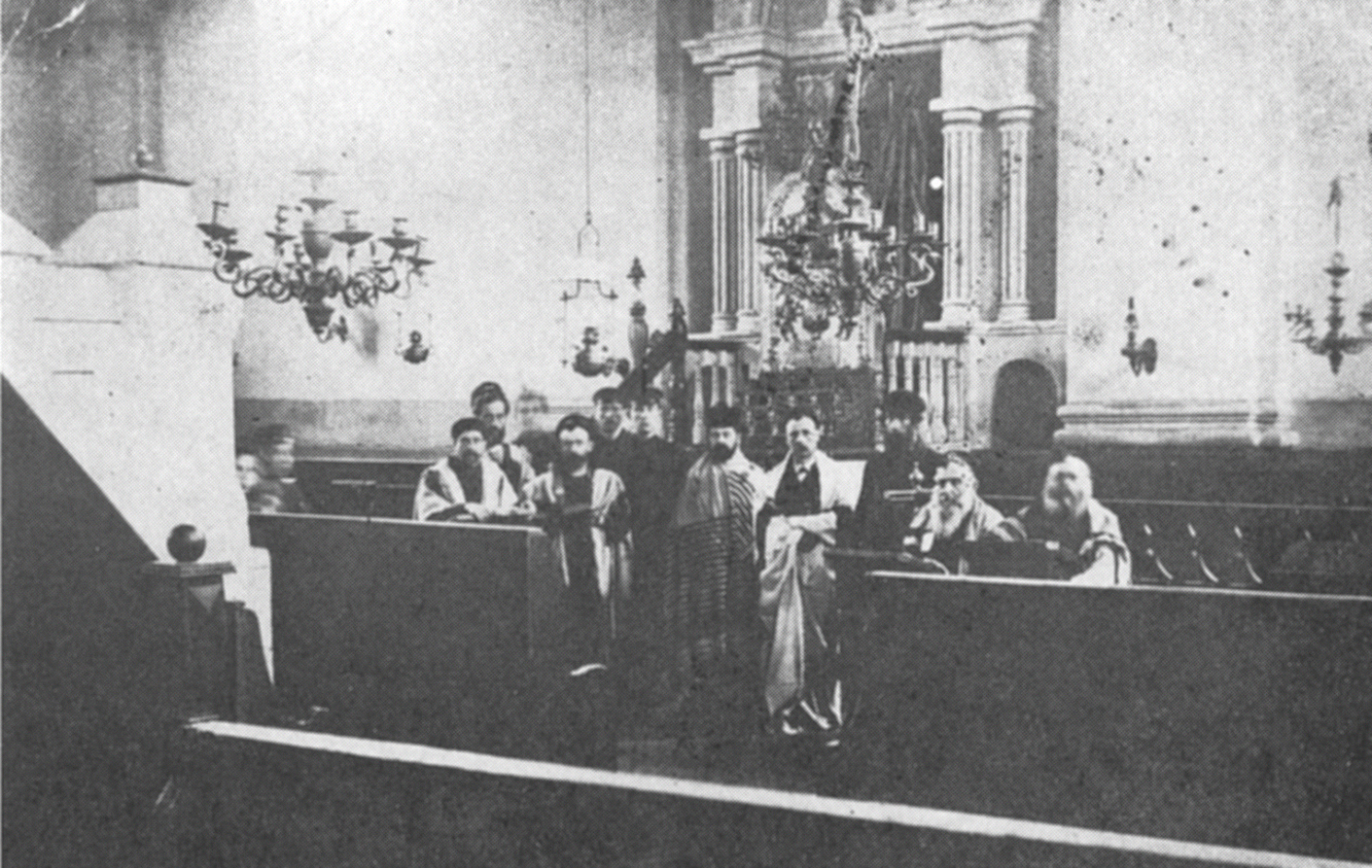
Innenansicht vor 1939

Die Synagoge in Aschmjany, einer Kleinstadt in der Hrodsenskaja Woblasz im Norden von Belarus, wurde in der Mitte des 19. Jahrhunderts errichtet und 1902 zur heutigen Form umgebaut. Die Synagoge wurde während des Zweiten Weltkriegs beschädigt und danach zweckentfremdet. Heute steht das Gebäude leer und verfällt.
In Aschmjany war vor 1941 der Anteil der jüdischen Bevölkerung sehr hoch. Der überwiegende Teil der jüdischen Bevölkerung wurde von den deutschen Besatzern während des Holocausts ermordet.